# Саванна (Техас)
Саванна (англ. Savannah) — переписна місцевість (CDP) в США, в окрузі Дентон штату Техас. Населення — 6529 осіб (2020).

## Географія
Саванна розташована за координатами 33°13′33″ пн. ш. 96°54′28″ зх. д. / 33.22583° пн. ш. 96.90778° зх. д. (33.225935, -96.907887).  За даними Бюро перепису населення США в 2010 році переписна місцевість мала площу 2,42 км², уся площа — суходіл.

## Демографія
Згідно з переписом 2010 року, у переписній місцевості мешкало 3318 осіб у 1074 домогосподарствах у складі 867 родин. Густота населення становила 1373 особи/км².  Було 1151 помешкання (476/км²).
Расовий склад населення:
| - 82,4 % — білих - 9,0 % — чорних або афроамериканців - 2,0 % — азіатів - 0,8 % — корінних американців - 0,1 % — вихідців з тихоокеанських островів - 2,2 % — осіб інших рас |

До двох чи більше рас належало 3,5 %. Частка іспаномовних становила 12,9 % від усіх жителів.
За віковим діапазоном населення розподілялося таким чином: 35,4 % — особи молодші 18 років, 60,6 % — особи у віці 18—64 років, 4,0 % — особи у віці 65 років та старші. Медіана віку мешканця становила 30,3 року. На 100 осіб жіночої статі у переписній місцевості припадало 93,5 чоловіків;  на 100 жінок у віці від 18 років та старших — 84,4 чоловіків також старших 18 років.
Середній дохід на одне домашнє господарство  становив 95 622 долари США (медіана — 101 379), а середній дохід на одну сім'ю — 91 226 доларів (медіана — 101 016). За межею бідності перебувало 5,3 % осіб, у тому числі 11,0 % дітей у віці до 18 років та 0,0 % осіб у віці 65 років та старших.
Цивільне працевлаштоване населення становило 2394 особи. Основні галузі зайнятості: освіта, охорона здоров'я та соціальна допомога — 32,0 %, фінанси, страхування та нерухомість — 13,5 %, науковці, спеціалісти, менеджери — 11,3 %.